# 28924 Jennanncsele
28924 Jennanncsele è un asteroide della fascia principale. Scoperto nel 2000, presenta un'orbita caratterizzata da un semiasse maggiore pari a 2,5263581 UA e da un'eccentricità di 0,1300591, inclinata di 1,11305° rispetto all'eclittica.